# Pilang Rejo
Pilang Rejo is een bestuurslaag in het regentschap Gunung Kidul van de provincie Jogjakarta, Indonesië. Pilang Rejo telt 3161 inwoners (volkstelling 2010).